# Geisa
Geisa es un municipi situat al districte de Wartburg, a l'estat federat de Turíngia (Alemanya), a una altitud de 320 msn. Segons el cens de 2011, la seva població era de 4.664 habitants i la seva densitat de població, 66 hab/km².
Està situat a les muntanyes de Rhön, a 26 km al nord-est de Fulda.
La frontera propera amb Hesse era la frontera entre Alemanya Occidental i la RDA durant la Guerra Freda. Així, Geisa es trobava a l'àrea de restricció de la frontera alemanya oriental de l'antiga frontera entre les dues alemanyes, el que significava que fins a la reunificació l'accés a la ciutat era limitat. La ciutat és el municipi més occidental del que abans era l'Alemanya de l'Est. Està situada entre les ciutats de Fulda i d'Eisenach.